# Línea 10 (Los Tranvías de Zaragoza)
La antigua línea 10 de tranvía de la ciudad de Zaragoza (España) fue una de las líneas que componían su vieja red tranviaria.
Operada por Los Tranvías de Zaragoza, embrión de la actual TUZSA (Transportes Urbanos de Zaragoza) fue concedida el 25 de junio de 1928 y comenzó a dar servicio el 13 de febrero de 1929, hasta que fue oficialmente clausurada el 31 de diciembre de 1970.
La línea 10 realizaba el recorrido comprendido entre el barrio de San Gregorio y la Plaza de la Seo de la capital aragonesa.